# Діти Гітлера (фільм, 2011)
«Діти Гітлера» (англ. Hitler's Children) — ізраїльсько-німецький англомовний документальний фільм режисера Чаноха Зееві про нащадків найближчого оточення Адольфа Гітлера, а також тягар провини та відповідальності за злочини своїх родичів. Прем'єра відбулась на ізраїльському телеканалі Channel 2 1 травня 2011 року, напередодні Дня пам'яті жертв Голокосту.

## Синопсис
Фільм складається з інтерв'ю з родичами і нащадками найбільш помітних діячів нацистського режиму: Генріха Гіммлера, Ганса Франка, Германа Герінга, Амона Гета та Рудольфа Гьосса. Головна тема всього фільму: чи повинні діти відповідати за злочини своїх батьків?

## Відгуки
Фільм отримав схвальні відгуки від декількох британських видань після прем'єри на телеканалі BBC Two 23 травня 2012 року.
У 2012 році фільм отримав приз глядацьких симпатій на Бостонському єврейському кінофестивалі.